# Mechiel Versluis
Mechiel Versluis (Ooststellingwerf, 29 luglio 1987) è un canottiere olandese, vincitore della medaglia di bronzo nell'8 con a Rio de Janeiro 2016.

## Biografia
Agli europei di Siviglia 2013 ha vinto il titolo continental nel 4 senza, con Boaz Meylink, Kaj Hendriks e Robert Lücken. Con la stessa formazione, si è laurato campione iridato a Chungju 2013.
Ai mondiali di Aiguebelette-le-Lac 2015 ha ottentuo il bronzo nell'otto.
Ha rappresentato i Paesi Bassi ai Giochi olimpici estivi di Rio de Janeiro 2016, dove ha vinto la medaglia di bronzo nell'otto con, assieme Dirk Uittenbogaard, Boaz Meylink, Kaj Hendriks, Boudewijn Röell, Olivier Siegelaar, Tone Wieten, Robert Lücken, Peter Wiersum.
Agli europei di Račice 2017 e Lucerna 2019 è salito sul terzo gradino del podio nell'otto.
Ai mondiali di Linz-Ottensheim 2019 ha ottenuto l'argento nell'otto.
Agli europei di Poznań 2020 e Varese 2021 ha vinto il bronzo nell'otto.
Ha fatto la sua seconda apparizione olimpica a Tokyo 2020 (differti nell'agosto 2021 a causa della pandemia di COVID-19), classificandosi 5º nell'otto con, insieme Björn van den Ende, Ruben Knab, Jasper Tissen, Simon van Dorp, Maarten Hurkmans, Bram Schwarz, Robert Lücken, Eline Berger.

## Palmarès
- Giochi olimpici

Rio de Janeiro 2016: bronzo nell'8.
- Mondiali

Chungju 2013: oro nel 4 senza.
Aiguebelette-le-Lac 2015: bronzo nell'8.
Linz-Ottensheim 2019: argento nell'8.
- Europei

Siviglia 2013: oro nel 4 senza.
Račice 2017: bronzo nell'8.
Glasgow 2018: argento nell'8.
Lucerna 2019: bronzo nell'8.
Poznań 2020: bronzo nell'8.
Varese 2021: bronzo nell'8.